# Africada bilabial sonora
La africada bilabial sonora ( [b͡β] en IPA ) es una consonante africada rara que se inicia como una oclusiva bilabial sonora [b] y se libera como una fricativa bilabial sonora [β] . No se ha informado que ocurra fonéticamente en ningún idioma.

## Características
Su modo de articulación es africada, lo que significa que se produce al detener primero el flujo de aire por completo, y luego permitir que el aire fluya a través de un canal restringido en el punto de la articulación, causando turbulencia.
- Su punto de articulación es bilabial, lo que significa que se articula con los dos labios.
- Es una consonante sonora, lo que significa que se produce con vibraciones de las cuerdas vocales.
- Su lugar de articulación es dental, lo que significa que se articula con la punta o con la lámina de la lengua sobre los dientes superiores, según sea apical o laminal. Téngase en cuenta que la mayoría de las consonantes oclusivas y líquidas descritas como dentales son en realidad denti-alveolares.
- Es una consonante sonora, lo que significa que se produce con vibraciones de las cuerdas vocales.
- Es una consonante oral, lo cual significa que se permite escapar el aire a través de la boca solamente.
- Es una consonante central, lo que significa que se produce al dirigir la corriente de aire a lo largo del centro de la lengua, en lugar de a los lados.
- El mecanismo del flujo de aire es pulmonar, lo que significa que se articula empujando el aire únicamente con los pulmones y el diafragma, como en la mayoría de los sonidos.
- Es una consonante oral, lo cual significa que se permite escapar el aire a través de la boca solamente.
- Es una consonante central, lo que significa que se produce al dirigir la corriente de aire a lo largo del centro de la lengua, en lugar de a los lados.
- El mecanismo del flujo de aire es pulmonar, lo que significa que se articula empujando el aire únicamente con los pulmones y el diafragma, como en la mayoría de los sonidos.

## Ocurre en
Este sonido ocurre en los siguientes idiomas:
Inglés: [ˈɹ̠ɐˑb͡β] 'frotar'
shipibo: [ˈb͡βo̽ko̽] ' intestino delgado '
Ngiti: [ab͡βɔ̄]
'enredadera espinoza'